# Megalithanlagen von Ballynew
Bei den Megalithanlagen von Ballynew handelt es sich um zwei Court Tombs und ein Portal Tomb. Sie liegen zwischen der Cleggan Bay und dem Ballynakill Lough im Townland Ballynew (irisch An Baile Nua) in Connemara im County Galway in Irland. 

## Court Tomb (GA022-006)
Lage: 53° 33′ 42,1″ N, 10° 4′ 3,9″ W
Die ruinierte Anlage besteht nur noch aus vier Steinen. Trotzdem reichen die Reste aus, um es als Court Tomb auszuweisen. Im Osten stehen zwei Pfosten im Abstand von 0,35 m die den Galeriezugang zu markieren scheinen. Der nördliche ist etwa 0,95 m hoch, 0,85 m breit und 0,6 m dick. Der südliche ist etwa 0,95 m hoch, 0,75 m breit und 0,6 m dick. Die anderen beiden Steine bilden einen Teil der Südseite einer Galerie. Der östliche ist etwa 2,0 m lang, 1,05 m hoch und 0,7 m dick. Der andere ist etwa 1,8 m lang, 0,95 m hoch und 0,7 m dick. Ein niedriger, gebogener, grasbewachsener, etwa 0,6 m hoher Wall, endet im Südosten am Denkmal.

## Court Tomb (GA022-007)
Lage: 53° 57′ 28,8″ N, 10° 4′ 26,6″ W
Dieses Court Tomb liegt im Garten eines Hauses etwa 400 m westlich des Ballynakill Lough. Das Nordost-Südwest-orientierte Tomb besteht aus einer etwa 5,0 m langen und recht gut erhaltenen Galerie. Die von einem hohen Sims flankierte, in zwei Kammern geteilte Galerie, wird durch Seitenpfosten getrennt. Die Südseite der Galerie liegt in einer Feldgrenze. Spuren des Hügels sind an der Nordseite der Galerie erkennbar.
Die vordere Kammer der Galerie ist etwa 1,7 m lang und 1,4 m breit. Die Kammernordseite besteht aus zwei Steinen. Der östliche ist etwa 1,0 m lang, 0,8 m hoch und 0,20 m dick. Der zweite, als segmentierter Pfosten fungierende Stein, ist etwa 1,2 m lang, 1,3 m hoch und 0,3 m dick. Auf der anderen Seite befinden sich ebenfalls zwei Seitensteine. Der Stein im Osten ist 0,45 m breit, 0,65 m hoch und 0,3 m dick. Ein dort befindlicher loser Stein ist vermutlich nicht original. Er ist etwa 1,05 m breit, 0,75 m hoch und 0,15 m dick. Der zweite Nebenstein fungiert, wie der auf der gegenüberliegenden Kammerseite, als Segmentierungspfosten. Er ist etwa 1,2 m breit, 1,25 m hoch und 0,5 m dick. Der Stein, der die Kammern trennt, ist 0,85 m lang, 0,8 m hoch und 0,25 m dick.
Die zweite Kammer sitzt etwas schräg zur Achse der ersten. Sie ist etwa 2,5 m lang und 1,85 m breit. Ihre Nordseite besteht aus zwei Orthostaten und einer darüber ruhenden Konsole. Innerhalb der Kammer, über der 0,5 m breiten Lücke zwischen den Seitensteinen, liegt ein 0,65 m langer, 0,75 m hoher und 0,2 m dicker loser Stein, der wahrscheinlich nicht original ist. Das Ende der Galerie wird durch einen etwa 1,3 m langen, 0,5 m hohen und 0,2 m dicken Endstein geschlossen. Darüber ruht ein 0,4 m dicker 2,2 × 2,0 m messender Deckstein.

## Portal Tomb
Lage: 53° 33′ 27″ N, 10° 4′ 29,1″ W
Die Anlage liegt südwestlich der beiden Court Tombs. Bei den in einen Zaun eingebauten Anlageresten ist unsicher, ob es sich um ein Portal Tomb handelt; es ist aber wahrscheinlich. Die Kammer ist etwa 2,0 m lang und 1,3 m breit. Der im Nordwesten stehende, 1,5 m hohe Stein ist wahrscheinlich einer der Portalsteine. Der verrutschte Deckenstein misst 1,7 × 1,3 × 0,3 m.